# 山谷太郎
山谷 太郎（やまや たろう、1899年（明治32年）2月 - 1952年（昭和27年））は、日本の実業家、俳人。日新書院取締役。脚本家・演出家の倉本聰の父。俳号は春潮。

## 経歴
山谷徳治郎の長男として岡山県津山市に生まれる。第六高等学校及び東京帝国大学工学部応用化学科を卒業し、日清製粉に入社。その後、父が経営する日新医学社に入り、その経営に当たる傍ら月刊雑誌『科学ペン』を主宰した。のち日新医学社社長を経て、自ら日新書院を創業、同社社長ののち取締役。
終戦後、善福寺 (杉並区)にあった三百坪の自宅を進駐軍に接収され、事業も傾いた。晩年は借金に追われ、52歳の若さで没した。

## 人物
趣味は俳句・鳥・気象・柔道、宗教はキリスト教。
水原秋桜子門下の俳人にして『馬酔木』の同人。「春潮」の俳号で『野鳥歳時記』（1943年）を残した。
病死した先妻との間に一男一女、後妻とは二男一女をもうけた。文学教育に熱心で、子には就学前から宮沢賢治を勧め、週一回読書感想文を書かせたほか、韻律や俳句も指導した。親友に日本野鳥の会の創始者中西悟堂がおり、一年を通じて一緒に山歩きに興じていた。正義感が強く、列車の中で我侭に振舞う陸軍の将校を殴るなど、喧嘩っ早い一面もあったという。

## 著作
- 『野鳥歳時記』日新書院、1944年